# Dornbajonett

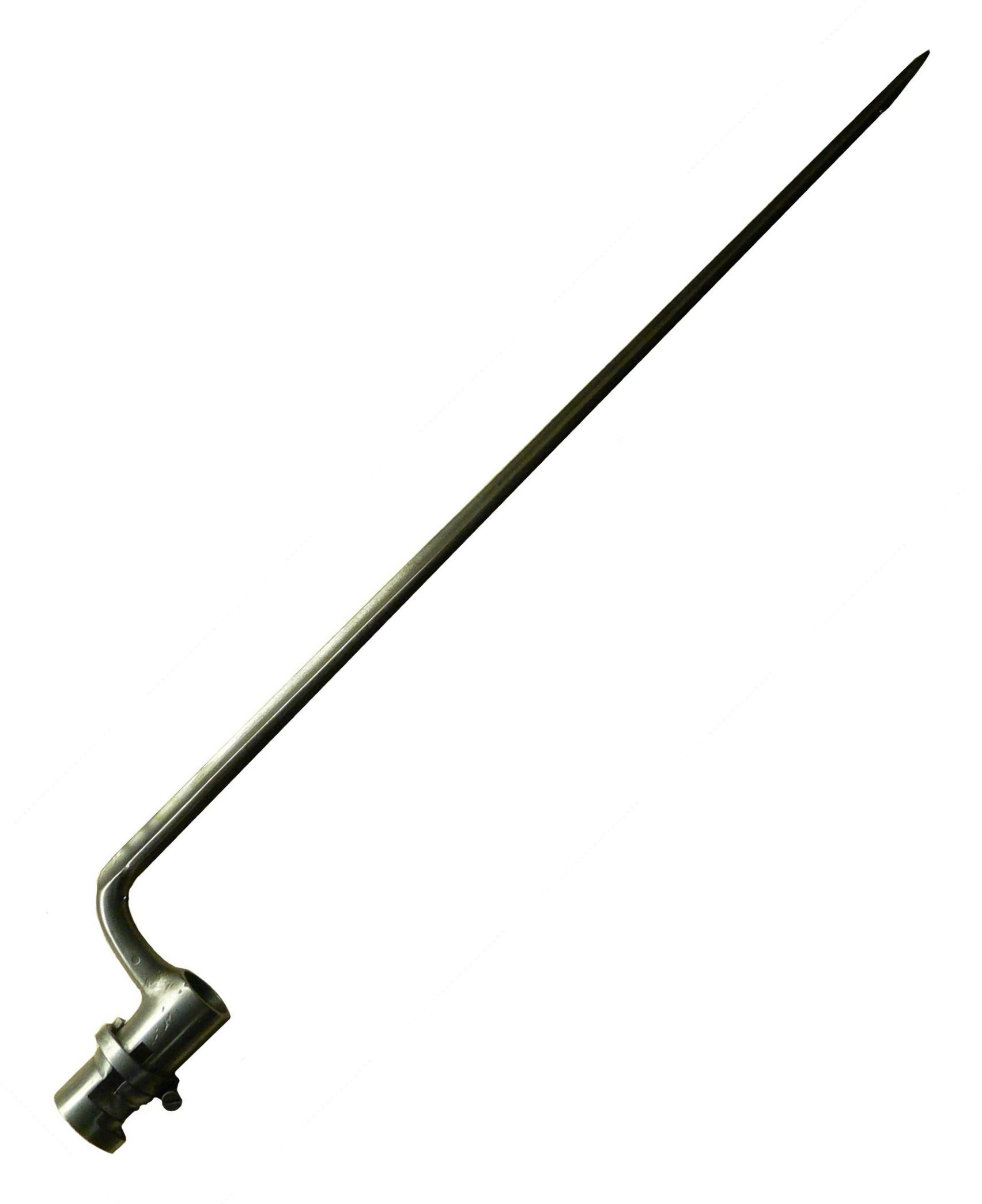
Frühes Dornbajonett aus dem 19. Jahrhundert

Ein Dornbajonett oder Stachelbajonett ist ein Nahkampf-Klingenaufsatz für eine Feuerwaffe.

## Geschichte
Die häufigste Variante des frühen Bajonetts für Musketen waren Dorn- oder auch Stachelbajonette. Ab dem frühen 19. Jahrhundert wurden diese Bajonette durch Messer- und Schwertbajonette abgelöst, da diese auch mit der Hand geführt werden konnten. Im frühen bis mittleren 20. Jahrhundert wurden Dornbajonette allerdings wieder häufiger genutzt, da sie leicht abklappbar waren und damit Platz sparen konnten. Dazu wurde das Dornbajonett von der Waffe entfernt und unter dem Lauf befestigt. Problematisch bei den ersten Bajonetten war, dass diese ohne Verschluss auf den Lauf gesteckt wurden. Dadurch konnte es beim Feuern dazu kommen, dass sich das Bajonett vom Gewehr löste. Oder man konnte das Bajonett bei Handgemengen vom Gewehr ziehen und gegen den Angreifer verwenden. Später wurden entweder Schnappverschlüsse oder Einkerbungen am Bajonett und Lauf angebracht, um diese fest und sicher am Gewehr anbringen zu können.
Seit dem Ende des Zweiten Weltkriegs waren Dornbajonette bei den Armeen nicht mehr beliebt. Lediglich in China wird diese Bajonettart weiterhin am Sturmgewehr Typ 63 oder auch dem Sturmgewehr Typ 56 genutzt.

## Beschreibung
Ein Dornbajonett hat ein konisches Klingenprofil und hatten typischerweise einen runden oder kreuzförmigen Querschnitt. Es hat, wie der Name schon sagt, die Form eines Dorns oder Stachels. Es bestand aus Eisen oder Stahl. Die Länge des gesamten Bajonett, Klinge mit Griff, war um die 22 cm. Die Klinge war zum Schneiden nicht geeignet und konnte nur zum Stechen genutzt werden. Man konnte damit leicht Knochen, Gurte oder Körperpanzer durchbohren, wodurch schwere Verwundungen verursacht werden konnten.
Das Bajonett konnte nur seitlich vorn an einer Feuerwaffe befestigt werden. Zwar wurde die Waffe dadurch etwas kopflastiger, beeinträchtige die Waffe selber in Sachen Genauigkeit oder Schussreihenfolge nicht im geringsten. Dadurch wurden sie ohne große Griffe oder Griffschalen ausgestattet um Gewicht zu sparen. Weil es keinen oder nur sehr kleine Griffe gab, war ein führen in der Hand kaum möglich.